# Kaisei
Kaisei (開成町 Kaisei-machi?) es un pueblo en la prefectura de Kanagawa, Japón, localizado en el centro-este de la isla de Honshū, en la región de Kantō. Tenía una población estimada de 18 204 habitantes el 1 de septiembre de 2020 y una densidad de población de 2779 personas por km².

## Geografía
Kaisei está localizado en la parte occidental de la prefectura de Kanagawa, es el municipio más pequeño de la prefectura. Limita con las ciudades de Odawara y Minamiashigara, así como con los pueblos de Yamakita, Matsuda y Ōi.

## Historia
El área del Kaisei moderno era parte del dominio Odawara en la provincia de Sagami durante el período Edo. Después de la restauración Meiji, el área se convirtió en parte del distrito de Ashigarakami en la prefectura de Kanagawa y se dividió en varias villas. El pueblo de Kaisei fue fundado el 2 de febrero de 1955 a través de la fusión de las villas Sakata y Yoshidajima. Fue conectado por tren el 14 de marzo de 1985.

## Economía
La economía de Kaisei se basa principalmente en la agricultura y la silvicultura. La industria principal es una fábrica propiedad de Fujifilm.

## Demografía
Según los datos del censo japonés, la población de Kaisei ha crecido constantemente en los últimos 70 años.
| Gráfica de evolución demográfica de Kaisei entre 1940 y 2015 |
|                                                              |
| Oficina de Estadística de Japón                              |